# Прунару (Телеорман)
Прунару (рум. Prunaru) — село у повіті Телеорман в Румунії. Входить до складу комуни Бужорень.
Село розташоване на відстані 48 км на південний захід від Бухареста, 32 км на північний схід від Александрії.

## Населення
За даними перепису населення 2002 року у селі проживали 528 осіб.
Національний склад населення села:
| Національність | Кількість осіб | Відсоток |
| -------------- | -------------- | -------- |
| румуни         | 500            | 94,7%    |
| цигани         | 28             | 5,3%     |

Рідною мовою назвали:
| Мова      | Кількість осіб | Відсоток |
| --------- | -------------- | -------- |
| румунська | 499            | 94,5%    |
| циганська | 28             | 5,3%     |